# Marlo Henderson
Marlo Henderson, né à Alamogordo, au Nouveau-Mexique en 1948 et mort le 25 octobre 2015, est un guitariste américain de funk, R&B, blues et hip hop. 
Il était en vogue dans les années 1970 et au début des années 1980 pour son style à la guitare mais aussi pour les arrangements et la production.

## Biographie
Henderson est né à Alamogordo, au Nouveau-Mexique en 1948. Il est également le grand-père du producteur et ingénieur Corwin Dewayne Henderson qui est également connu sous le nom de Swiffy Beats.
Pendant les années 1970 il est un membre du groupe de Stevie Wonder Wonderlove, mais aussi du groupe funk Maxayn (en).
Il est mort le 25 octobre 2015 à l'âge de 67 ans.
Marlo Henderson a collaboré en studio avec de nombreux artistes comme Michael Jackson sur son album Off The Wall mais aussi avec Earth, Wind and Fire, Janet Jackson, Minnie Riperton, Buddy Miles, ou encore The Pointer Sisters.